# Лисенко Юрій Андрійович
Юрій Андрійович Лисенко (1881–1958) — український драматичний актор, інженер-технолог. Син Андрія Лисенка, брат Наталії Лисенко, небіж Миколи Лисенка.

## Життєпис
Випускник Музично-драматичної школи Миколи Лисенка. З квітня 1908 виступав у трупі Трохима Колесниченка.
Був і виступ в Театрі Миколи Садовського. Це сталося 7 листопада 1907 року, коли випускний клас української драми школи ім. Лисенка (клас М. Старицької) дебютував у жарті Антона Чехова «Освідчини» (переклад К. Лоського). Ролі виконували Л. Пахаревський, В. Валєрик і Ю. Лисенко.
З 1906 на професійній театральній сцені.
З 1915 виступав як організатор аматорських театральних гуртків (між іншим 15 років керував самодіяльним драматичним колективом у Луганську).